# Ceratotrochus magnaghii
Espèce
Statut CITES
Ceratotrochus laxus est une espèce de coraux appartenant à la famille des Caryophylliidae.